# Immalanjärvi

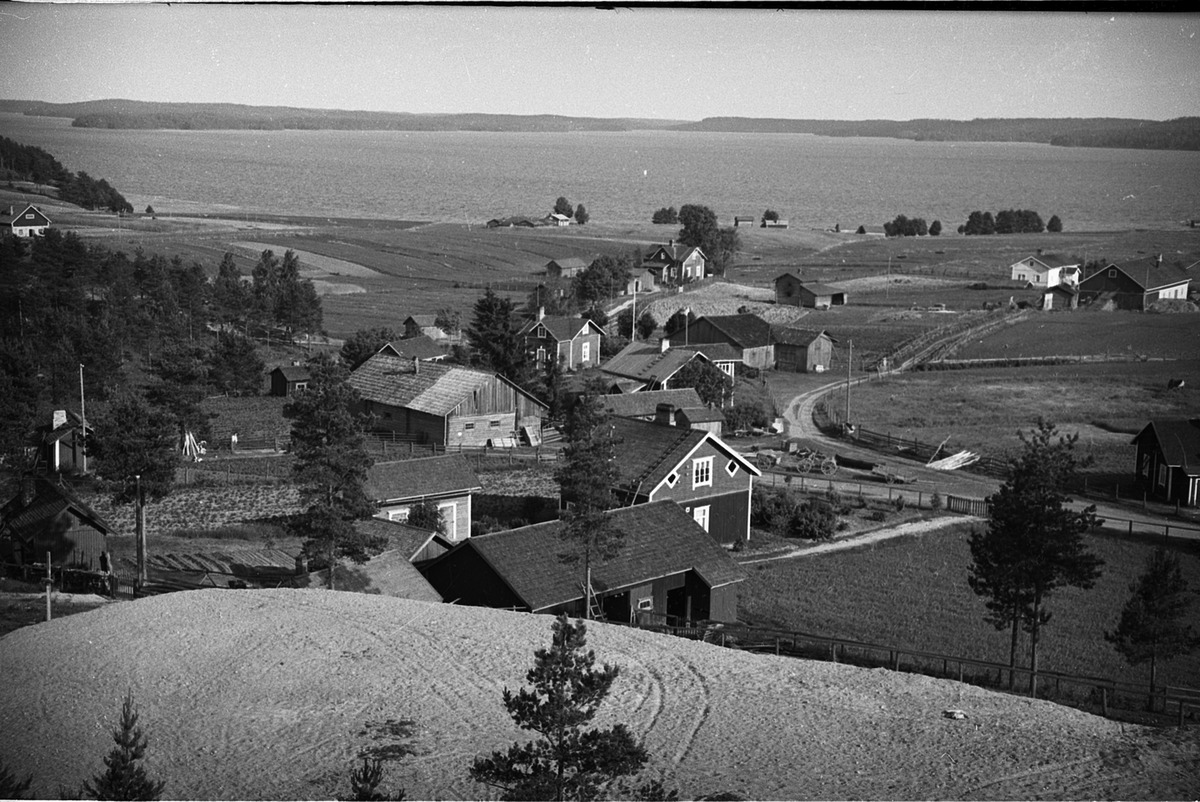
Blick auf den Immalanjärvi von Imatra aus

Der Immalanjärvi [ˈimːɑlɑnjærvi] ist ein See im Südosten Finnlands. Er liegt direkt an der Grenze zu Russland, nordöstlich der Stadt Imatra.
Der Immalanjärvi besteht aus einer größeren offenen Seefläche und zwei Buchten, insgesamt hat er eine Fläche von 19,96 km².
Dank seiner guten Wasserqualität bietet der See gute Fischgründe. Insgesamt leben im Immalanjärvi 18 Fischarten. Der wichtigste Fang ist die Kleine Maräne (muikku).